# Assunta Spina (miniserie televisiva 2006)
Assunta Spina è una miniserie televisiva italiana del 2006.

## Descrizione
Nel formato originario, la miniserie è composta da due puntate, che vennero trasmesse in prima visione da Rai 1 domenica 8 e lunedì 9 ottobre 2006, ottenendo un record di ascolti: Assunta Spina fu infatti una delle dieci fiction italiane più viste nel 2006. Ispirata all'omonimo dramma teatrale scritto da Salvatore Di Giacomo nel 1909, e ampliata dalla sceneggiatura di Patrizia Carrano, la fiction descrive la storia di Assunta Spina (Bianca Guaccero), bella lavandaia napoletana che vuole riscattarsi da una condizione di arretratezza e povertà. La regia è di Riccardo Milani.

## Trama
Napoli, 1904. Contrariamente alle altre lavandaie, Assunta, grazie all'aiuto della giornalista Matilde Serao (Lina Sastri), impara a leggere e a scrivere. Ma la sua bellezza accende il desiderio di molti uomini, come Salvatore (Giuseppe Zeno), il fidanzato che si imbarcherà per l'America in cerca di fortuna; il ricco e irruente macellaio Michele Boccadifuoco (Michele Placido) che per lei prova un forte e primitivo sentimento d'amore e che in un impeto di gelosia la sfregia, e il cancelliere Federico Funelli (Sergio Assisi) al cui aiuto Assunta ricorrerà per facilitare la scarcerazione di Michele Boccadifuoco. Ma sarà proprio con Funelli che Assunta intreccerà una relazione e scoprirà la pienezza della passione. Ma Michele, scarcerato anzitempo, scopre la tresca e uccide il rivale.
Nel dramma di Di Giacomo Assunta si costituisce al posto di Michele, mentre nella sceneggiatura di Patrizia Carrano la reaconfessa verrà salvata da Matilde Serao che, scoprendo la verità, l'aiuterà a riscattarsi.

## Ascolti
| Puntata         | Prima TV Italia | Telespettatori | Share  |
| --------------- | --------------- | -------------- | ------ |
| Prima puntata   | 8 ottobre 2006  | 7.115.000      | 28,90% |
| Seconda puntata | 9 ottobre 2006  | 8.068.000      | 29,82% |